# Gonzalo Pontón Gijón
Gonzalo Pontón Gijón (Barcelona, 1969) es un editor, crítico literario, historiador, políglota, traductor y ensayista español. Catedrático de Teoría de la literatura y literatura comparada de la Universidad Autónoma de Barcelona, es investigador principal del grupo Prolope.

## Biografía
Hijo del editor Gonzalo Pontón Gómez, es licenciado y doctor en Filología por la UAB con la tesis La obra de Fernando de Pulgar en su contexto histórico y literario, dirigida por Francisco Rico en 1999.
Codirector e investigador principal del grupo de investigación Prolope, ha llevado a cabo la edición crítica de una decena de obras teatrales de Lope de Vega y ha preparado dos antologías sobre la narrativa breve de los siglos XVI y XVII. También ha sido jefe de redacción del Quijote del Instituto Cervantes (1998 y 2004), colaborador principal en la edición de la RAE (2015) y autor de dos ediciones propias de la obra (1998 y 2015). También ha sido coordinador de la colección «Biblioteca Clásica» (1999-2002) y como director de la colección «Clásicos y Modernos» (2005-2010).
Autor de dos monografías sobre las ideas literarias en la España de los siglos XVI y XVII y sobre el teatro en el siglo XVI, publicadas como partes de libro en la Historia de la literatura española dirigida por José-Carlos Mainer (vol. 8, Las ideas literarias, 2011; vol. 2, La conquista del clasicismo, 2013), distinguidas con la distinción de investigación Icrea Academia 2014, es coautor de un reader sobre la corriente teórica conocida como Nuevo Historicismo (1998). Sus intereses en el ensayo y la narrativa le han llevado a publicar estudios sobre la llamada «literatura del Holocausto» (2004-2006) y sobre la obra de J.M. Coetzee (2009-2010), así como a ejercer de crítico literario en la revista Quimera (2002-2006).

## Editor
Su padre había fundado en 1976 la Editorial Crítica. Tras ser adquirida Crítica por la editorial Planeta, se separó de la edición durante unos años. En 2011, padre e hijo y otros hermanos fundaron una nueva editorial denominada Pasado & Presente.